# مرعب 2 (فلم)
المرعب 2 (بالإنجليزية: Terrifier 2) هو فيلم رعب أمريكي لعام 2022 من تأليف وإخراج وتحرير وإنتاج داميان ليون، هو تكملة لفيلم عام 2016 (مرعب)، عُرض الفيلم لأول مرة في العالم في 29 أغسطس 2022، وعرض لأول مرة في الولايات المتحدة في 6 أكتوبر 2022، يُزعم أن المشاهد الدامية والمثيرة للفيلم أدت إلى أصابة المشاهدين بالإغماء والقيء في المسارح.

## ملخص
يعود المهرج أرت إلى بلدة مايلز كاونتي، بعد إحيائه من قبل كيان شرير، حيث يستهدف فتاة مراهقة وشقيقها الأصغر خلال ليلة الهالووين.

## روابط خارجية
- مقالات تستعمل روابط فنية بلا صلة مع ويكي بيانات